# Mestra
Mestra is een geslacht van vlinders uit de familie Nymphalidae.

## Soorten
Het geslacht is monotypisch (omvat slecht één soort): Mestra dorcas.